# پیر پلانوس
پیر پلانوس (انگلیسی: Pierre Planus؛ زادهٔ ۲۵ مارس ۱۹۷۹) بازیکن فوتبال اهل فرانسه است.
از باشگاه‌هایی که در آن بازی کرده‌است می‌توان به باشگاه فوتبال بوردو، باشگاه فوتبال پاریس اف سی، و باشگاه فوتبال آنژه اشاره کرد.